# 埃斯帕爾薩區
埃斯帕爾薩區（西班牙語：Esparza），是哥斯達黎加的一個區，位於該國西部蓬塔雷納斯省，距離聖何塞320公里，始建於1557年，該地區氣候炎熱乾燥，2011年人口15,686。